# عروسک‌های زشت (فیلم)
عروسک‌های زشت (انگلیسی: UglyDolls) یک فیلم پویانمایی رایانه‌ای در ژانر کمدی موزیکال برگرفته از داستانی از رابرت رودریگز و به کارگردانی کلی اشبری است که در سال ۲۰۱۹ منتشر شد. کلی کلارکسون، جنل مونی، بلیک شلتون، واندا سایکس، پیت‌بول، گابریل ایگلسیاس، وانگ لیهوم، اما رابرتس، بی‌بی رکسا، چارلی ایکس‌سی‌ایکس، و لیزو صداپیشگان فیلم هستند.

## داستان
داستان انیمیشن در شهری خیالی جایی که در آن عروسک‌ها ساخته می‌شود و زندگی میکنند اتفاق می‌افتد. در این جهان عروسک‌هایی که دچار نقص هستند به مکانی به نام آگلی‌دالز فرستاده می‌شوند. آگلی‌دالز مکانی است برای عروسک‌هایی که دارای یک نقص هستند و در آنجا زندگی آزادی را تجربه می‌کنند اما یکی از این عروسک‌ها به نام ماکسی می‌خواهد از این شهر خارج شود. او با کمک دوستانش سعی دارد تا از لوله‌ای که آن‌ها را به پایین فرستاده است بالا بروند و کودکی را به عنوان صاحب خود انتخاب کنند اما آنها به موسسه عروسکی که عروسک‌های بدون نقص در آن هستند می‌رسند، رییس انجا که لو نام دارد و به آنها حسودی می‌کند سعی می‌کند نگذارد آنها از دروازه‌ای به دنیای انسان‌ها راه دارد رد بشوند، آنها انجا با عروسکی به نام مندی اشنا می شوند و اتفاق‌هایی دیگر ...